# جون جي. هيوز
جون جي. هيوز (بالإنجليزية: John G. Hughes)‏ هو عالم بريطاني، ولد في 28 أغسطس 1953.